# Bảo Liên Đăng tiền truyện
Bảo Liên Đăng tiền truyện (tiếng Hoa: 宝莲灯前传) là một bộ phim của đạo diễn Dư Minh Sinh. Năm 2007, Bảo Liên Đăng của đạo diễn Dư Minh Sinh đã thu hút đông đảo khán giả, trở thành bộ phim có tỷ suất người xem trung bình tại các tỉnh ở Trung Quốc thuộc loại cao nhất trong 10 năm trở lại đây. Thừa thắng xông lên, đạo diễn Dư Minh Sinh tiếp tục tập hợp êkip cũ làm nên "Bảo Liên Đăng tiền truyện".
Có khá nhiều người nhầm lẫn Bảo Liên Đăng tiền truyện là phần tiếp theo của bộ phim Bảo Liên Đăng. Nhưng đây là câu chuyện diễn ra trước Bảo Liên Đăng.
Bảo Liên Đăng tiền truyện xoay quanh kể về cuộc đời của Nhị Lang Thần và Tam Thánh Mẫu vào thời kỳ hỗn mang giữa trời và đất và để cho mọi người biết tại sao Tam Thánh Mẫu lại phải bị đày nhốt dưới Hoa Sơn mà trước đây người xem Bảo Liên Đăng đã từng thắc mắc.

## Nội dung
Giao Long ba đầu (Tam Đầu Long) trên Thiên giới trốn xuống phàm trần, thần cai quản dục giới là Dao Cơ truy bắt, bị Giao Long ba đầu đánh nát trái tim, may nhờ thư sinh Dương Thiên Hựu cho trái tim mới thoát nạn. Từ đó Dao Cơ và Dương Thiên Hựu có chung một trái tim, tình yêu nảy sinh và họ kết hôn, bất chấp luật trời hà khắc. Hai người sống hạnh phúc và sinh được ba người con: con trai cả Dương Giao, con trai thứ Dương Tiễn, con gái út Dương Thiền.
Nhưng cuộc sống gia đình hạnh phúc không kéo dài được bao lâu, Thiên đình phát giác liền cử Đại Kim Ô cùng Thiên Bồng Nguyên Soái xuống hạ giới bắt Dao Cơ. Trong trận chiến, Dương Thiên Hựu và con trai cả Dương Giao bị thiên binh thiên tướng giết chết, Dao Cơ bị bắt và đày xuống Đào Sơn. Anh em Dương Tiễn và Dương Thiền nhờ có Thiên Bồng Nguyên Soái ngầm giúp mới thoát chết. Từ đó hai anh em bắt đầu cuộc hành trình tầm sư học đạo, giải cứu mẹ. Đến cuối cùng, Dương Tiễn được phong tước Chiêu Huệ Hiển Thánh Nhị Lang Chân Quân, giữ chức Tư Pháp Thiên Thần, Dương Thiền trở thành Hoa Sơn Tam Thánh Mẫu hưởng hương hoả của nhân gian. Cuối truyện, Dương Thiền gặp anh học trò thi hỏng nhưng nghĩa hiệp Lưu Ngạn Xương, hai người nảy sinh tình cảm và kết hôn với nhau sinh ra một đứa con tên là Trầm hương, cuộc sống hạnh phúc không kéo dài được bao lâu thiên đình phát giác và Dương Tiễn phải ngậm đắng nuốt cay khi phải lựa chọn giữa bá tánh thiên hạ hoặc là tình huynh muội tương tàn và Dương Tiễn đành phải chấp nhận chấp pháp đày Tam Thánh Mẫu xuống Hoa Sơn và câu chuyện Bảo Liên Đăng lại bắt đầu…
Cuộc hành trình giải cứu mẹ, sửa đổi luật trời của anh em Dương Tiễn đồng thời là cuộc hành trình của "tâm", hành trình biến đổi từ người có tình yêu nhỏ hẹp cho gia đình thành vị thần có lòng bác ái với chúng sinh tam giới, bất chấp hiểm nguy, bất chấp cả những hiểu lầm từ bạn bè, đấu tranh vì hạnh phúc của chúng sinh.
Trong phim khán giả sẽ bất ngờ với sự xuất hiện của nhiều nhân vật truyền thuyết như Thác Tháp Lý Thiên Vương, Na Tra Tam thái tử, Thất tiên nữ, cho đến thầy trò Đường Tăng.

## Diễn viên
- Tiêu Ân Tuấn trong vai Nhị Lang Thần Dương Tiễn
- Chu Dương trong vai Tam Thánh Mẫu Dương Thiền (đã thay đổi diễn viên trong Bảo Liên Đăng (2005) là Park Si-yeon)
- Lưu Hiểu Khánh trong vai Vương Mẫu Nương Nương
- Lý Hân Nhữ trong vai Hằng Nga (đã thay đổi diễn viên trong Bảo Liên Đăng bản 2005 là Nhan Đan Thần)
- Lưu Đào trong vai Dao Cơ
- Lý Quan trong vai Dương Thiên Hựu
- Vương Vệ Quốc trong vai Ngọc Hoàng
- Tạ Ninh trong vai Thiên Bồng nguyên soái/Trư Bát Giới
- Lâm Tương Bình trong vai Tây Hải Tam công chúa Thốn Tâm

(vai diễn cũ trong Bảo Liên Đăng là Đinh Hương) 
- Lưu Hy Viên trong vai Đông Hải Tứ công chúa Thính Tâm
- Lưu Tiểu Phong trong vai Lưu Ngạn Xương
- Trần Sáng trong vai Hao Thiên Khuyển
- Đàm Tiểu Yên trong vai Quan Thế Âm Bồ Tát
- Quách Trân Nghê trong vai Thất tiên nữ
- Lục Dục Hiệt trong vai Bát tiên nữ
- Tào Tuấn trong vai Lưu Trầm Hương
- Thiên Lượng trong vai Đường Tăng
- Đinh Kiện trong vai Tôn Ngộ Không
- Lưu Quan Tường trong vai Đại Kim Ô
- Tống Tổ Nhi trong vai Na Tra

## Nhạc Phim
Nhạc cuối phim
远处有座山
Thể hiện
曹芙嘉

## Sản xuất
Nhà chế tác Lý Công Đạt tuyên bố trong buổi họp báo rằng phần "Tiền truyện" sẽ giữ nguyên kịch bản đã được chuẩn bị từ 9 năm trước, đạo diễn phim "Bảo Liên Đăng", ông Dư Minh Sinh sẽ tiếp tục đảm đương công việc chỉ đạo bộ phim. Ngoài ra dàn diễn viên vẫn sẽ được giữ nguyên: Tiêu Ân Tuấn vai Nhị Lang Thần, Lưu Hiểu Khánh vai Vương Mẫu nương nương... Ngoài ra còn có sự góp mặt của các diễn viên mới như Lưu Đào, Chu Dương, Lý Quang Hạo... "Bảo Liên Đăng tiền truyện" hứa hẹn sẽ lôi cuốn hơn phần I, nhờ có dàn diễn viên ăn khách và phần kỹ xảo hiện đại không thua kém gì phim của Hollywood. Lý Công Đạt thừa nhận: "Lần này chúng ta sẽ được thấy lời giải đáp cho phần I, bởi Bảo Liên Đăng có một cốt truyện không thật sự rõ ràng, như mối quan hệ tình cảm của huynh muội Nhị Lang Thần và Tam Thánh Mẫu, tại sao bà lại chịu sự trừng phạt của Vương Mẫu Nương Nương? Và điều này sẽ được lý giải trong Tiền Truyện, qua đó sau khi xem xong Bảo Liên Đăng và Bảo Liên Đăng Tiền Truyện, khán giả sẽ có thể hiểu được toàn bộ câu chuyện".
Diễn viên Đài Loan Tiêu Ân Tuấn tiếp tục đảm nhận vai Nhị Lang Thần, cùng với Chu Dương trong vai Tam Thánh Mẫu sẽ trở thành huynh muội của nhau. Anh nói: "Vai Nhị Lang Thần thật sự đã hấp dẫn tôi, dù trong nhiều thời điểm tưởng chừng như Nhị Lang Thần là một kẻ rất xấu xa, nhưng sự mô tả về tính cách nhân vật chưa được bộc lộ hoàn toàn. Tôi muốn mang đến cho khán giả một Nhị Lang Thần bằng xương bằng thịt".
Sắp tới, bộ phim "Tây Du Ký" của nhà chế tác Trương Kỷ Trung sẽ khởi quay. Khi được hỏi liệu Tiêu Ân Tuấn có tham gia vai Nhị Lang Thần trong tác phẩm "Tây Du Ký" mới nhất này, anh đã đưa ra câu trả lời: "Tôi không nghĩ nhiều về điều đó, bởi không muốn mình trở thành "Diễn viên chuyên trị vai Nhị Lang Thần", hãy để cho người ta nghĩ rằng tôi đơn giản chỉ là người thể hiện vai Nhị Lang Thần mà thôi." 